# Нерхаяха
Нерхаяха (устар. Нерха-Яха) — река в России, протекает в Ямало-Ненецком АО. Устье реки находится в 125 км по левому берегу реки Малхойяха. Длина реки составляет 19 км.

## Данные водного реестра
По данным государственного водного реестра России относится к Нижнеобскому бассейновому округу, водохозяйственный участок реки — Пур. Речной бассейн реки — Пур.
Код объекта в государственном водном реестре — 15040000112115300061425.